# Гельмут Шольц
Гельмут Шольц (нім. Helmut Scholz; 1 липня 1920, Ґродкув — 12 листопада 1997, Ванне-Ейкель) — німецький офіцер Ваффен-СС, гауптштурмфюрер СС, кавалер Лицарського хреста Залізного хреста з Дубовим листям.

## Ранні роки
Гельмут Шольц народився 1 липня 1920 року в місті Ґродкув. 1 грудня 1937 року Шольц вступив в СС (службове посвідчення № 476 155) і в частини посилення СС. Служив в 3-му штурмбанні штандарта СС «Германія». У 1939 році закінчив юнкерське училище СС в Брауншвейзі. 30 січня 1939 року Гельмут став Унтерштурмфюрером СС.

## Друга світова війна
Гельмут Шольц взяв участь в Французькій кампанії і в боях на Східному фронті. В 1941 служив в складі 1-ї роти моторизованого полку СС «Германія» моторизованої дивізії СС «Вікінг». З 1942 року був командиром взводу в 3-му батальйоні панцергренадерського полку СС «Нордланд» моторизованої дивізії СС «Вікінг».
В липні 1943 року Гельмут був переведений в 4-ту панцергренадерську бригаду СС «Недерланд», де він командував 7-ю ротою 49-го добровольчого панцергренадерського полку СС «Де Рюйтер». В серпні 1944 призначений командиром 2-го батальйону свого полку.
За відзнаки в боях на Східному фронті 4 червня 1944 року Шольц був нагороджений Лицарським хрестом Залізного хреста, а 21 вересня 1944 — дубовим листям до Лицарського хреста Залізного хреста. З січня 1945 року і до кінця війни був ад'ютантом 48-го добровольчого панцергренадерського полку СС «Генерал Зейффардт».

## Життя після війни
Гельмут Шольц помер 12 листопада 1997 року в місті Ванне-Ейкель.

## Звання
- Унтерштурмфюрер СС (30 січня 1939)
- Оберштурмфюрер СС (9 червня 1944)
- Гауптштурмфюрер СС (30 січня 1945)

## Нагороди
- Залізний хрест (1939)
  - 2-го класу (14 жовтня 1942)
  - 1-го класу (17 лютого 1943)
- Медаль «За зимову кампанію на Сході 1941/42»
- Штурмовий піхотний знак в сріблі
- Нагрудний знак «За поранення» в золоті
- Нагрудний знак ближнього бою в сріблі
- Лицарський хрест Залізного хреста з Дубовим листям
  - Лицарський хрест (4 червня 1944) як унтерштурмфюрер СС і командир 7-ї роти 49-го добровольчого панцергренадерського полку СС «Де Рюйтер»
  - Дубове листя (№ 591) (21 вересня 1944) як оберштурмфюрер СС і командир II батальйону 49-го добровольчого панцергренадерського полку СС «Де Рюйтер»